# Имотска Крајина
Имотска Крајина је географско подручје у Загори, источно од Сињске Крајине и Омишке Крајине, западно од Вргорачке Крајине.
Великим делом се простире по Имотском пољу, односно, на простору старе средњовјековне жупе Имоте.
Обухвата подручје управних јединица општина: Цисте Прово, Ловрећа, Пролошца, Локвичића, Руновића, Змијаваца, Загвозда, Подбабља, источни део општине Шестановац и Града Имотског, односно североисточни део Сплитско-далматинске жупаније у Републици Хрватској.
Заузима укупно 708,34 km².